# Andrea Vieira
Andrea Chahad Guedes Vieira (São Paulo, 5 febbraio 1971) è un'ex tennista brasiliana.

## Carriera
Al suo esordio in uno Slam, ancora diciottenne, ha raggiunto a sorpresa il terzo turno dell'Open di Francia 1989 eliminando la più quotata Hana Mandlíková al primo incontro.
Ha fatto parte della squadra brasiliana di Fed Cup tra il 1990 e il 1992 ottenendo sei successi e cinque sconfitte, ha  rappresentato la bandiera verdeoro anche ai giochi panamericani vincendo tre medaglie a L'Avana 1991: oro nell'evento a squadre femminile, argento nel doppio in coppia con Cláudia Chabalgoity e bronzo nel torneo di singolare.
Si è qualificata per le olimpiadi di Barcellona 1992 venendo sconfitta al primo turno in singolare dalla svizzera Manuela Maleeva mentre nel doppio è avanzata fino al secondo turno in coppia con Cláudia Chabalgoity.

## Statistiche

### Doppio

#### Finali perse (1)
| Numero | Anno | Torneo                | Superficie  | Compagna            | Avversarie in finale          | Punteggio   |
| 1.     | 1993 | Brasil Open, Curitiba | Terra rossa | Cláudia Chabalgoity | Sabine Hack Veronika Martinek | 2–6, 6(4)–7 |